# Fairey G.4/31
El Fairey G.4/31 fue un biplano monomotor biplaza británico que aspiraba a una especificación del Ministerio del Aire para un avión multifunción o de propósitos generales. Sin éxito, sólo se construyó una unidad.

## Diseño y desarrollo
A principios de la década de 1930, el Ministerio del Aire buscó economía con una especificación para un sustituto multifunción del Fairey Gordon y del Westland Wapiti. El ganador de la Especificación G.4/31 del Ministerio del Aire debía ser capaz de realizar bombardeo a nivel, cooperación con el ejército, bombardeo en picado, reconocimiento, evacuación de heridos y bombardeo con torpedos. Dado que se esperaba una gran producción, la mayoría de las compañías aeronáuticas presentaron prototipos, ya fuera financiados por el Ministerio o con fondos privados. El biplano presentado por Fairey sólo fue conocido por el nombre de la especificación. Inicialmente fue una iniciativa privada, pero Fairey obtuvo un contrato para un contendiente monoplano, que no se completó, y el Ministerio autorizó la transferencia de fondos.
Totalmente metálico y recubierto de tela, el G.4/31 era un gran biplano monomotor de un solo vano, con alas rectas, de envergaduras desiguales y marcadamente decaladas. Ambas alas llevaban alerones y los planos superiores presentaban slots en el borde de ataque; ambas alas estaban recortadas hasta el larguero trasero en la sección central para proporcionar una mayor visibilidad. Un par de soportes arriostraban los dos largueros del ala inferior hasta el fuselaje superior, desde donde otro par sujetaba los largueros traseros superiores; un par de puntales independiente unía los largueros delanteros de las alas superiores al fuselaje delantero. Contaba con un tren de aterrizaje de eje dividido, necesario para el lanzamiento de torpedos, con sus patas principales conectadas al larguero delantero por debajo de los soportes del fuselaje y arriostradas a proa y popa al fuselaje inferior. Se instalaron frenos en las ruedas principales.
El fuselaje inicialmente llevaba un empenaje y timón de parte superior plana, el último con una prominente pestaña de servo. Las superficies horizontales se apoyaban en soportes hasta la parte inferior del fuselaje, y delante de ellas se extendían largas y estrechas extensiones del borde de ataque antibarrena a lo largo de la parte superior del fuselaje. La rueda de cola tenía una pequeña aleta ventral por delante. La cabina abierta del piloto, justo detrás y debajo del ala superior, presentaba una peculiaridad al estar desplazada a babor; el corte del ala inferior también era asimétrico, más largo a estribor. Esta asimetría permitía un estrecho paso entre la cabina del observador/artillero, detrás del piloto, y la cabina del navegante/bombardero/auxiliar dentro del fuselaje, entre las alas. Esta cabina con ventanas contaba con una puerta lateral a estribor para el acceso desde tierra. Más allá de la cabina, el diámetro del fuselaje se reducía hasta el motor radial.
El G.4/31 voló por primera vez, propulsado por un motor sin capota Bristol Pegasus IIM3 de nueve cilindros y 474 kW (635 hp), el 29 de marzo de 1934. Su forma inicial fue conocida como Mk.I, pero para el 22 de junio estaba volando como el Mk.II mejorado. Este se diferenciaba principalmente en tener un motor de menor diámetro Armstrong Siddeley Tiger IV de 750 hp en doble estrella bajo una capota de cuerda larga, un fuselaje alargado, un empenaje más redondeado y timón sin la pestaña del servo y un tren de aterrizaje principal carenado sin la aleta ventral de la rueda de cola.
El G.4/31 no recibió un encargo de producción y sólo se construyó un ejemplar; el ganador del concurso de la especificación fue el Vickers Type 253, pero el encargo del Ministerio de 150 ejemplares de ese biplano fue rápidamente reemplazado por uno para el contendiente monoplano de financiación privada de Vickers, el Wellesley.

## Especificaciones (Mk. II, configuración de bombardero)
Referencia datos: Taylor, 1974

### Características generales
- Tripulación: Dos
- Longitud: 12,4 m (40,8 ft)
- Envergadura: 16,2 m (53 ft)
- Altura: 4,8 m (15,7 ft)
- Superficie alar: 61,1 m² (658 ft²)
- Peso vacío: 6987 kg (15 399,3 lb)
- Peso cargado: 8790 kg (19 373,2 lb)
- Planta motriz: 1× motor radial de 14 cilindros en dos filas refrigerado por aire Armstrong Siddeley Tiger IV.
  - Potencia: 560 kW (772 HP; 762 CV)
- Hélices: Bipala de paso fijo

### Rendimiento
- Velocidad máxima operativa (Vno): 253 km/h (157 MPH; 137 kt) a 2000 m (6500 pies)
- Techo de vuelo: 7100 m (23 294 ft)
- Régimen de ascenso: 3,5 m/s (695 ft/min) hasta los 1500 m(5000 pies)

### Armamento
- Ametralladoras: 

  - 1x Lewis de 7,7 mm frontal fija en el ala inferior de babor
  - 1x Lewis de 7,7 mm flexible en la cabina trasera en montaje rápido Fairey
- Bombas: Máximo de 680 kg